# Urszula Dudziak
Urszula Dudziak (nacida el 22 de octubre de 1943) es una vocalista polaca de jazz . Ha trabajado con artistas Krzysztof Komeda, Michał Urbaniak (su exmarido), Gil Evans, Archie Shepp, y Lester Bowie. Su canción de los años 1970 "Papaya" obtuvo una gran popularidad en Asia y Latinoamérica en 2007.

## Discografía
- Newborn Light (1972)
- Super Constellation (1973)
- Atma (1974)
- Urszula (1976)
- Midnight Rain (1977)
- Urbaniak (1977)
- Future Talk (1979)
- Magic Lady (1980)
- Ulla (1982)
- Sorrow Is Not Forever... but Love Is (1983)
- High horse (1986)
- Magic Lady concert from Walk Away (1989)
- Jazz Unlimited (1993)
- Journey, Saturation (1994)
- And Life Goes On (2002)
- Painted Bird (2003)